# Meinolf Mertens
Meinolf Mertens (* 4. Juni 1923 in Bönkhausen, heute Sundern; † 14. Mai 2009 ebenda) war ein deutscher Kommunal-, Landes- und Europapolitiker der CDU.

## Leben
Mertens machte 1942 das Abitur und besuchte dann die höhere Landbauschule. Nach dem Abschluss als staatlich geprüfter Landwirt legte er die Meisterprüfung ab.
Auch politisch betätigte er sich im Bereich der Landwirtschaft. Der CDU gehört Mertens seit 1952 an. Er war stellvertretender Vorsitzender des Landesagrarausschusses der CDU Westfalen-Lippe und Vorsitzender des Bezirksagrarausschusses. Seit 1962 wirkte er als stellvertretender Landrat des alten Kreises Arnsberg und seit 1973 als Vorsitzender der CDU in Sundern. Seit 1956 gehörte er dem Kreistag zunächst des Kreises Arnsberg und dann bis 1984 des Hochsauerlandkreises, davon vier Jahre als stellvertretender Landrat, an. 
Mertens war Mitglied des Landtags von Nordrhein-Westfalen von 1966 bis 1980 (6.–8. Wahlperiode). Er war in dieser Zeit stets direkt gewählter Abgeordneter für den Wahlkreis 120 (Arnsberg). 
1979 ging  Mertens als Mitglied des Europäischen Parlamentes nach Brüssel, wo er zur Fraktion der Europäischen Volkspartei gehörte. Er arbeitete dort unter anderem als Mitglied des Umwelt- und des Landwirtschaftsausschusses und gehörte der Delegation für die Beziehungen mit Südamerika an. Dem Europäischen Parlament gehörte er bis 1989 an. 
1973 wurde Mertens mit dem Bundesverdienstkreuz am Bande und 1981 mit dem Bundesverdienstkreuz 1. Klasse ausgezeichnet.